# Буланин, Дмитрий Михайлович
Дми́трий Миха́йлович Була́нин (род. 21 февраля 1953, Ленинград) — советский и российский филолог, доктор филологических наук, специалист по древнерусской литературе. Лауреат Государственной премии РФ.

## Биография
Правнук академика АН СССР Л. В. Щербы, внук Д. Л. Щербы, сын физика М. О. Буланина.
После окончания русского отделения филологического факультета ЛГУ и аспирантуры Института русской литературы (ИРЛИ) в 1978 году защитил кандидатскую диссертацию «Максим Грек и византийская литературная традиция».
Став кандидатом наук, поступил в Отдел древнерусской литературы ИРЛИ. В 1989 году защитил докторскую диссертацию «Античные традиции в древнерусской литературе XI—XVI вв.». С 1990 года — ведущий научный сотрудник ИРЛИ.
Лауреат Государственной премии РФ (1993, в составе коллектива).
В 1992—2007 годах принимал участие в работе издательства «Дмитрий Буланин», организованного его супругой Татьяной Владимировной Буланиной (1953—2005).
Относит себя к «старой школе учёных, где всегда считалось, что „Учёный — не поэт, его готовность к работе не зависит от вдохновения или творческого упадка, служение науке реализуется в повседневной и неукоснительной службе“».
Области научных интересов: история, текстология, поэтика славянских средневековых литератур, русско-славянские, славяно-византийские литературные и культурные связи. Участвовал в коллективных трудах:
- ПЛДР (М., 1978—1994); «Словарь книжников и книжности Древней Руси». Вып. 1—4 (Л., 1987 — СПб., 2017).
- «Histoire de la littérature russe: Des origines aux lumières» (Paris, 1992).
- «Энциклопедия „Слова о полку Игореве“». Т. 1—5. — (СПб., 1995).
- «История русской переводной художественной литературы». Т. 1—2. — Köln; Weimar; Wien (СПб., 1995—1996).

## Основные работы
Автор более 200 научных публикаций.
- Переводы и послания Максима Грека: Неизданные тексты. — Л., 1984.
- Античные традиции в древнерусской литературе XI—XVI вв. — Мюнхен, 1991.
- Эпилог к истории русской интеллигенции. — СПб., 2005.
- Традиции и новации в интерпретации русской письменной культуры первых веков: Заметки к переводу книги С. Франклина «Письменность, общество и культура в Древней Руси (около 950—1300 гг.)». — СПб., 2009.
- Жанна д’Арк в России. Исторический образ между литературой и пропагандой. — М.; СПб.: Альянс-Архео. 2016. — 720 с. — ISBN 978-5-98874-125-1.
- Словарь книжников и книжности Древней Руси: [в 4 вып.] / Рос. акад. наук, Ин-т рус. лит. (Пушкинский Дом); отв. ред. Д. С. Лихачёв [и др.]. — Л.: Наука, 1987—2017.